# Gyula Illyés

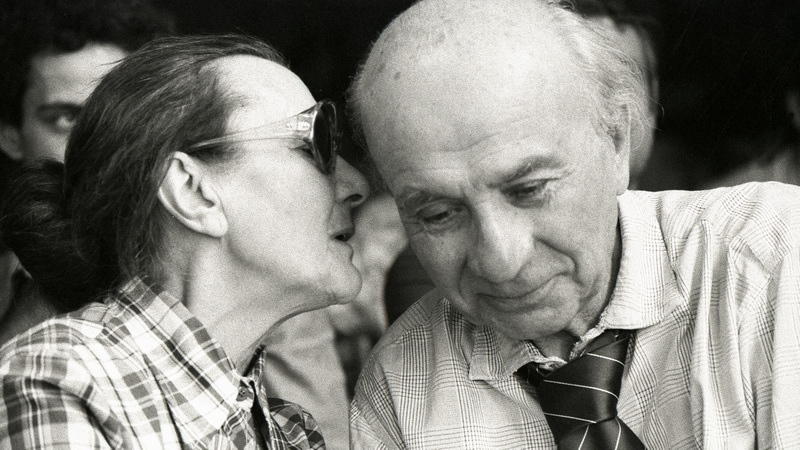
Gyula Illyés med sin fru 1979

Gyula Illyés född 2 november 1902 i Rácegrespuszta, Ungern,  Österrike-Ungern, död 15 april 1983 i Budapest, var en ungersk författare och dramatiker.
Illyés anslöt sig till arbetarrörelsen och deltog i revolutionen 1920, varefter han blev tvungen att emigrera till Paris. Han återvände till Ungern 1926. Han var medarbetare i tidskriften Nyugat.